# Die Chroniken von Amber
Die Chroniken von Amber ist ein Werk des US-amerikanischen Schriftstellers Roger Zelazny. Es ist unterteilt in zwei Zyklen, die jeweils fünf Bücher umfassen und deren Handlungen weitgehend abgeschlossen sind. Beide Zyklen wurden 2006 in einer Neuauflage in zwei gebundenen Büchern herausgebracht.

## Handlung
In Zelaznys Welt gibt es in einem Meer von Chaos eine – anscheinend – wahre Welt namens Amber, bestehend aus einer mittelalterlichen Stadt – die als Archetyp für alle anderen Städte im Universum dient – mit ihrer Umgebung. Um diese Welt herum gruppieren sich Schatten, mehr und mehr fehlerhafte Duplikate von Amber. Die physikalischen Gesetze werden laxer und laxer, je weiter der Schatten von Amber entfernt ist; in Amber selbst funktioniert kein herkömmliches Schwarzpulver, während näher zum Chaos auch Magie funktioniert und der Raum instabil wird. In einem späteren Roman entdecken die Protagonisten das Wahre Amber, das aus dem unberührten Berg und seiner Umgebung besteht, womit sie entdecken, dass auch Amber selbst nur ein Schatten ist; sie spekulieren darüber, ob dieses Wahre Amber nicht selbst ein Schatten einer weiteren, noch wirklicheren Ebene ist.
Die Schatten nehmen durch ihre Fehlstellen jede mögliche Welt an, die sich ein Mensch vorstellen kann; unsere Welt selbst wird auch als Schatten beschrieben, in der der Protagonist am Anfang erwacht.
Seit der Entstehung Ambers wird diese Stadt von Oberon regiert, einem mächtigen, gerechten, jedoch oftmals erbarmungslosen Herrscher. Mit verschiedenen Ehefrauen, Geliebten und Mätressen hat Oberon Nachkommen gezeugt – die Prinzen und Prinzessinnen Ambers, die im Handlungsmittelpunkt der Bücherreihe stehen. Nur Oberon und seine Nachkommen besitzen die Fähigkeit, das Muster abzulaufen, das im Zentrum Ambers und des Wahren Ambers liegt und mit dessen Schöpfung Oberon und Dworkin Amber erschufen. Danach können sie jede existierende Welt besuchen. Der Alltag dieser Familie wird jedoch von Intrigen und Machtspielen bestimmt – fast jeder von ihnen möchte Herrscher über Amber werden. Der Ausspruch „Ich liebe Dich wie einen Bruder!“ ist ein verbreiteter Fluch in Amber.
Zu Beginn des ersten Buches (Corwin von Amber) existieren offiziell neun männliche (Benedict, Eric, Corwin, Bleys, Brand, Caine, Julian, Gérard, Random) und vier weibliche (Deirdre, Fiona, Flora, Llewella) bekannte Nachkommen. Auf Grund Oberons langer Abwesenheit von Amber ist eine neue Welle der Intrigen angeschwollen, während der Prinz Eric sich als Statthalter und künftiger Herrscher über Amber etabliert hat.

## Buchausgaben

### Corvin-Zyklus

#### Originaltitel
- Nine Princes in Amber. 1970.
- The Guns of Avalon. 1972.
- Sign of the Unicorn. 1975.
- The Hand of Oberon. 1976.
- The Courts of Chaos. 1978.

#### Übersetzungen
(Die Übersetzungen ins Deutsche, auch deren vollständig überarbeitete Neuausgaben von 2017/18, stammen von Thomas Schlück.)
- Corwin von Amber. Heyne 1977. ISBN 3-453-30432-2.

Neuausgabe: Die neun Prinzen von Amber. Klett-Cotta, Stuttgart 2017. ISBN 978-3-608-98127-8.
- Die Gewehre von Avalon. Heyne 1977. ISBN 3-453-30445-4.

Neuausgabe: Die Gewehre von Avalon. Klett-Cotta, Stuttgart 2017. ISBN 978-3-608-98128-5.
- Im Zeichen des Einhorns. Heyne 1977. ISBN 3-453-30466-7.

Neuausgabe: Im Zeichen des Einhorns. Klett-Cotta 2017. ISBN 978-3-608-98129-2.
- Die Hand Oberons. Heyne 1978. ISBN 3-453-30500-0.

Neuausgabe: Die Hand Oberons. Klett-Cotta 2018. ISBN 978-3-608-98130-8.
- Die Burgen des Chaos. Heyne 1981. ISBN 3-453-30743-7.

Neuausgabe: Die Burgen des Chaos. Klett-Cotta 2018. ISBN 978-3-608-98131-5.

### Merlin-Zyklus

#### Originaltitel
- Trumps of Doom. 1985.
- Blood of Amber. 1986.
- Sign of Chaos. 1987.
- Knight of Shadows. 1989.
- Prince of Chaos. 1991.

#### Übersetzungen
(Die Übersetzungen ins Deutsche stammen von Irene Bonhorst.)
- Die Trümpfe des Jüngsten Gerichts. Heyne 1995. ISBN 3-453-08005-X.
- Das Blut von Amber. Heyne 1995. ISBN 3-453-08006-8.
- Zeichen des Chaos. Heyne 1995. ISBN 3-453-08008-4.
- Ritter der Schatten. Heyne 1995. ISBN 3-453-08532-9.
- Prinz des Chaos. Heyne 1995. ISBN 3-453-08538-8.

### Sammelbände
- Band 1–5: Die Prinzen von Amber, Heyne, 1986, ISBN 3-453-31271-6 (Originalzusammenstellung des Heyne-Verlags)
- Band 1–5: Die Prinzen von Amber 1, Area, 2005, ISBN 3-89996-438-1 (Originalzusammenstellung des Area-Verlags)
- Band 6–10: Die Prinzen von Amber 2, Area, 2006, ISBN 3-89996-396-2 (Originalzusammenstellung des Area-Verlags)
- Vol. 1–10: The great Book of Amber, Avon books 1999, ISBN 0-380-80906-0

### Vorgeschichte, von John Gregory Betancourt
John Gregory Betancourt hat im Stile Roger Zelaznys einige Bücher geschrieben, welche die Vorgeschichte von Amber aus der Sicht von Oberon erzählen:
- Vol. 1: The Dawn of Amber, 2002, ISBN 0-7434-4552-X
- Vol. 2: Chaos and Amber, 2003, ISBN 0-7434-7494-5
- Vol. 3: To Rule in Amber, 2004, ISBN 0-7434-8709-5
- Vol. 4: Shadows of Amber, 2005, ISBN 1-59687-118-0

Zusätzlich schrieb Roger Zelazny eine Reihe von Kurzgeschichten zu Amber, zusammengefasst in dem Buch Manna from Heaven (2003).

## Adaption
Auf den Romanen Corwin von Amber („Nine Princes in Amber“) und Die Gewehre von Avalon („The Guns of Avalon“) basierte das Computerspiel Nine Princes in Amber der Firma Telarium aus dem Jahr 1985.